# Cardroc
Cardroc é uma comuna francesa na região administrativa da Bretanha, no departamento Ille-et-Vilaine. Estende-se por uma área de 7,37 km². Em 2010 a comuna tinha 595 habitantes (densidade: 80,7 hab./km²).